# ديفيد توميتش
ديفيد توميتش (بالألمانية: David Tomić)‏ هو لاعب كرة قدم ألماني وصربي، ولد في 9 فبراير 1998 في هاناو في ألمانيا.

## وصلات خارجية
- ديفيد توميتش على موقع قاعدة بيانات كرة القدم.إي يو (الإنجليزية)
- ديفيد توميتش على موقع بيانات كرة القدم. دي إي (الألمانية)
- ديفيد توميتش على موقع Soccerbase.com (لاعب) (الإنجليزية)
- ديفيد توميتش على موقع Soccerway.com (الإنجليزية)
- ديفيد توميتش على موقع عالم كرة القدم.نت (الإنجليزية)